# Plešivica (gmina Žužemberk)
Plešivica – wieś w Słowenii, w gminie Žužemberk. W 2018 roku liczyła 30 mieszkańców.